# Edinburg (Maine)
Pour les articles homonymes, voir Edinburg.
Edinburg est une ville américaine située dans le Comté de Penobscot, dans le Maine. Selon le recensement de 2020, sa population est de 131 habitants.